# Francisco de Sousa
Francisco de Sousa (ca. 1540 — 1611) foi um fidalgo português, sétimo governador do Brasil. Por vezes é confundido com o primeiro marquês das Minas, título que foi efetivamente usado por seu neto, de mesmo nome, Francisco de Sousa.
Governou por dois períodos, no segundo tinha a promessa do título de Marquês das Minas que se haviam descoberto na capitania de São Vicente. 
Disse-se de sua pessoa: "Como o efeito não correspondeu à esperança, não teve o título e morreu muito pobre na capitania. Era cavaleiro de muitas prendas, grande soldado, grandemente liberal e cortesão. Foi almirante da armada que levou à África o rei Dom Sebastião, de que era general seu tio Dom Diogo de Sousa."

## Dados biográficos
Filipe II era afeiçoado ao conde do Prado, seu pai. D. Francisco se tornou um palaciano prestigioso. Teve aproximação com Gabriel Soares de Sousa, senhor de engenho na Capitania da Bahia, deslumbrado pela lenda do Sol na Terra, a montanha resplandecente descrita pelos Tupiniquins nas nascentes do rio São Francisco.
Diz dele o historiador Afonso de E. Taunay em "O Epos Bandeirante e São Paulo Vila e Cidade" in Ensaios Paulistanos, 1958, p. 627:
"Foi D. Francisco de Sousa senhor de Beringel e sétimo Governador Geral do Brasil, em 1591, personalidade certamente de  invulgares dotes de inteligência e energia. Veio para o seu governo disposto a executar largo programa visando sobretudo impulsionar as expedições de devassa do sertão e da descoberta de jazidas de metais preciosos. Organizou verdadeiro departamento técnico para a pesquisa de minerais."
E, adiante:
"Causou (...) a mais profunda impressão na pequenina vila, verdadeira revolução de costumes entre seus governados como nos conta frei Vicente do Salvador."

### Na Bahia
D. Francisco chegou à Bahia em 9 de junho de 1591. Enviou ao interior Bento Maciel Parente, Diogo Martins Cão, e não obtendo resultado, decidiu organizar três grandes entradas em 1596. Cão partiu da serra dos Aimorés, Martim Correia de Sá partiu das costas de Parati e da vila de São Paulo partiu João Pereira de Sousa Botafogo capitão-mor da Capitania de São Vicente desde 14 de março de 1595, que não a realizou por ter sido preso por ordem real no meio da bandeira. Domingos Rodrigues, fundidor de ferro trazido por D. Francisco do Reino, chefiou então parte dela, que se dirigiu para a bacia do rio São Francisco, em terra atualmente goiana, detendo-se nas regiões de Paraupava).
Trouxe com ele Diogo Quadros, reinol que teria grande papel em São Paulo.

### Em São Paulo
D. Francisco chegou a São Paulo em maio de 1599 com grande comitiva. Estava vindo do Espírito Santo, onde havia ficado entre outubro e novembro de 1598 em busca de metais preciosos. Em São Paulo, visitou as minas de Araçoiaba de Afonso Sardinha o Moço; Bacaetava, São Roque e Jaraguá. Ao chegar, encontrou em atividade mineração de ouro, mas em pequena escala, no litoral e vizinhanças da capital. Dizia-se que Brás Cubas, o fundador de Santos, descobrira ouro e metais. Em 1578 seria corrente a notícia da existência das minas de ouro e prata da capitania de São Vicente, segundo súdito inglês residente em Santos.
Nomeou Diogo Gonçalves Laço capitão das minas de ouro e prata do Ibiraçoiaba: na ocasião, declarou seus descobridores Afonso Sardinha o Moço e Clemente Alvares. No regimento a Laço, ordenou aos dois Afonso Sardinha as diligências que Nicolau Barreto executaria no ano seguinte, acompanhado por Sardinha, o Moço, morto  no sertão em 1604.
Enviou a primeira grande bandeira paulista,  comandada por André de Leão, morador do Rio de Janeiro, ao trecho do rio Paraíba e, transposta a serra da Mantiqueira, entraram em território hoje mineiro, dizendo-se que pode ter chegado à bacia do São Francisco. Nela seguiu como prático o holandês Wilhelm Jost ten Glimmer, morador de Santos, que forneceria o roteiro da jornada a João de Laet (escritor holandês da «Descrição das Indias Ocidentais» em 1625).  Como dirigentes, um morador de Santos e outro do Rio, conhecedores da penetração pelas vias do Quilombo e de Parati. A diretriz usual era a de Atibaia ou Sapucaí, através do vago «sertão de Parnaíba». As bandeiras quinhentistas ganhavam com mais facilidade a região do Guairá do que o próximo vale do Paraíba, pela profunda desigualdade da flora desses terrenos. Os santistas foram os primeiros a penetrar ali, seguindo o vale do rio Quilombo e se localizando em Mogi das Cruzes, antiga sesmaria de Brás Cubas, o primeiro a tatear tal caminho para penetrar no sertão das Minas. Os de São Paulo obtinham comunicação penosa com Moji pela via do rio Anhembi. Graças a Dom Francisco, uma estrada ligou os dois núcleos de povoamento. Já os moradores do Rio conheciam bem o vale médio do rio Paraíba, pela via de Parati. Obscuras bandeiras de apresamento, porém, iam pentrando o interior, tanto que não se abandonava a esperança dos achados mineiros.
André de Leão permaneceu nove meses no sertão mas nada encontrou de jazidas. Em agosto de 1602 D. Francisco enviou a bandeira de Nicolau Barreto, com centenas de homens, autorizado a descobrir ouro e prata, mas retornaram em 1604 com desilusões. Voltou-se então o governador para «as minas de ferro e aço».

#### Retorno a Portugal
Dom Francisco voltou ao reino em 1602 com dois mineiros espanhóis, testemunhas do muito que fizera em São Paulo. Deixara fixadas com ciência perfeita do terreno duas  grandes diretrizes da expansão paulista no século XVII que se iniciava:  o centro de Minas e a região parano-paraguaia; e devassara o vale do rio Paraíba como caminho para atingir o centro mineiro. Usando, para o levantamento topográfico, seus engenheiros e norteadores indígenas nativos.

### Volta ao Brasil
Em 2 de janeiro de 1608 D. Francisco conseguiu provisão de Filipe III que constituiu nas capitanias de São Vicente, Rio de Janeiro e Espírito Santo a «Repartição do Sul», em governo separado do Governo do Brasil, nomeando-o para chefiá-la (ele seria investido em 1609 mas pouco fez porque logo morreria). Era a segunda vez que se dividia em dois o governo do Brasil, a primeira vez fora sob Antônio Salema em 1573. Igualmente criada uma Ouvidoria Geral para o Sul, entregue a Sebastião Paruí de Brito. 16 alvarás e provisões da mesma época faziam concessões e graças.
Em junho de 1608, findo o governo de Martim Correia de Sá, o Rio de Janeiro foi entregue por seis anos a Afonso de Albuquerque, que estava ainda no poder em 1614. D. Francisco de Sousa, nomeado por carta patente de 2 de janeiro de 1608 para a Repartição do Sul, partiu de Lisboa em 22 de janeiro de 1609 e aportou em Pernambuco em 19 de fevereiro de 1609; seguiu para o Rio, mas passou a maior parte dos anos de 1609 e 1610 em São Paulo, até sua morte em 11 de junho de 1611. 
Obteve como Governador das três capitanias do Sul do Brasil os privilégios anteriormente concedidos a Gabriel Soares de Sousa para a exploração das minas. Nenhum outro se entregaria à descoberta das minas com tanto ardor! Ao se empossar, internou-se por São Paulo, visitou pequenas explorações de aluvião nos vales do rio Tamandataí e do rio Tietê e fraldas dos montes de Jaraguá (a seis léguas da vila de Piratininga, tinha minas famosas, talvez exploradas por Afonso Sardinha) e de Japi, a serra do Paranapiacaba, Paranaguá e Curitiba.  Citando a viagem feita por D. Francisco, frei Vicente do Salvador diz dos moradores de Piratininga : "Até então os homens e mulheres se vestiam de algodão tinto e se havia alguma capa de baeta e manto de sarge, se emprestavam aos noivos e noivas para irem à porta da igreja".
Voltou a São Paulo cercado de grande comitiva e firmou contrato de uma sociedade com Diogo Quadros e Francisco Lopes Pinto para exploração do que então denominavam engenho de ferro (sociedade para exploração do ferro fundido) renovando-se também tentativas para o estabelecimento do gênero no Araçoiaba. O engenho de Ibirapuera fabricou ferro por 20 anos e cessou ao morrer Francisco Lopes Pinto, que no entanto havia cedido sua parte, por três mil cruzados, ao filho de D. Francisco, D. Antônio de Sousa.
Mergulhado no isolamento da Araçoiaba ou serro de Nossa Senhora do Monte Serrate, desamparado de sua comitiva e do antigo fausto, D. Francisco morreu em 10 de junho de 1611 como o mais humilde e desbaratado dos seus antigos caminheiros do desconhecido.  Houve fábulas sobre sua morte, pois D. Antônio de Añasco imagina que foi pela falsa notícia da morte do filho Antônio, colhido por piratas argelinos em alto mar; Frei Vicente do Salvador diz que morreu numa epidemia e tão pobre que nem uma vela teria se não fosse a piedade de um teatino; Antônio Pais de Sande diz que morreu de desalento por lhe terem os Paulistas matado o mineiro que enviara  a Sabaraboçu, portador de amostras de prata e um roteiro que desapareceram... Foi ele o maior impulsionador em São Paulo das bandeiras que se seguiriam no decorrer do século XVII, pois deixara desenhadas as diretrizes. Deixou o governo a seu filho, continuador de sua obra, D. Luís de Sousa. Mas Lisboa despachou para substitui-lo, em 4 de novembro de 1611, Salvador Correia de Sá, que seria chamado o Velho, com ordenado de 600$000 ao ano.

### Dados genealógicos
Era filho de D. Pedro de Sousa, conde do Prado e Beringel, alcaide-mor de Beja, e de Violante Henriques, filha de Simão Freire de Andrade, senhor de Bobadela.
Casou com Joana de Castro, filha de Rodrigo de Castro, o Hombrinhos, capitão de Çafim, alcaide-mor e comendador de Zéa (irmão de D. Leonor de Castro, 4ª duquesa de Gandia, mulher do Duque Francisco de Borja, depois santificado como São Francisco de Borja, pois eram ambos filhos de D. Avrão de Castro,  senhor do morgado do Torrão, e de D. Isabel de Melo, filha de Nuno Barreto, alcaide-mor de Faro). Era mulher do Hombrinhos  D. Ana d Eça, filha por sua vez de D. Estêvão de Castro e de Filipa de Eça. De Leonor
Tiveram os seguintes três filhos: 
- Antônio de Sousa, que continuou a sucessão; morto em 1631, foi comendador de Santa Marta de Viana na Ordem de Cristo. Serviu nas armadas e no Brasil. Acompanhou o pai ao Brasil [1591] e quando veio para governador da capitania do Sul do Brasil, em 1608, foi encarregado da administração geral das minas, tendo-se fixado em São Paulo. Teve parte de um engenho de ferro na capitania vicentina e levou ao Reino presentes de ouro maciço para o Rei. Depois de voltar a Portugal residia em sua quinta no Azeitão. Seu filho, de nome Francisco de Sousa como o avô, recebeu o título de 1º Marquês das Minas.
- João de Sousa, religioso de Santo Agostinho;
- Angela, abadessa de Santa Clara de Beja.

Casou  em segundas núpcias com sua sobrinha Violante de Mendonça Henriques filha de Jorge Furtado de Mendonça e Mécia Henriques; 
Tiveram três filhos: 
- D.  Luís de Sousa, que casou no Brasil com Catarina Barreto, filha de João Pais Barreto, de Pernambuco, tendo sucessão em D. João de Sousa, que foi mestre de campo em Pernambuco onde casou com a prima irmã, filha de seu tio Filipe Pais Barreto e D. Beatriz de Albuquerque;
- Margarida, primeira esposa de Luís de Castro do Rio, sem posteridade;
- Mécia, religiosa no convento da Madre de Deus em Lisboa.

E, fora dos casamentos, teve a Frei Luís de Sousa, da Ordem de São Bento.